# Piz Glims
De Piz Glims is een berg in de Silvretta en ligt geheel in het Zwitserse kanton Graubünden.
De berg is eigenlijk een verhoging in de zuidwestraat van de Piz Linard en is niet erg zelfstandig. Tussen de beide toppen ligt een bergpas, de Fuorcla da Glims, waarvandaan de Piz Glims eenvoudig bereikt kan worden. Een andere mogelijkheid om op de berg te komen, is door vanaf de Chamanno Linard de zuidgraat omhoog te klimmen.